# Antimima granitica
Antimima granitica es una especie de planta suculenta perteneciente a la familia Aizoaceae. Es endémica de Sudáfrica.  Su hábitat natural son los matorrales secos subtropicales o tropicales.

## Descripción
Es una pequeña planta suculenta perennifolia que alcanza un tamaño de 10 cm de altura a una altitud de   20 - 100 metros en Sudáfrica.

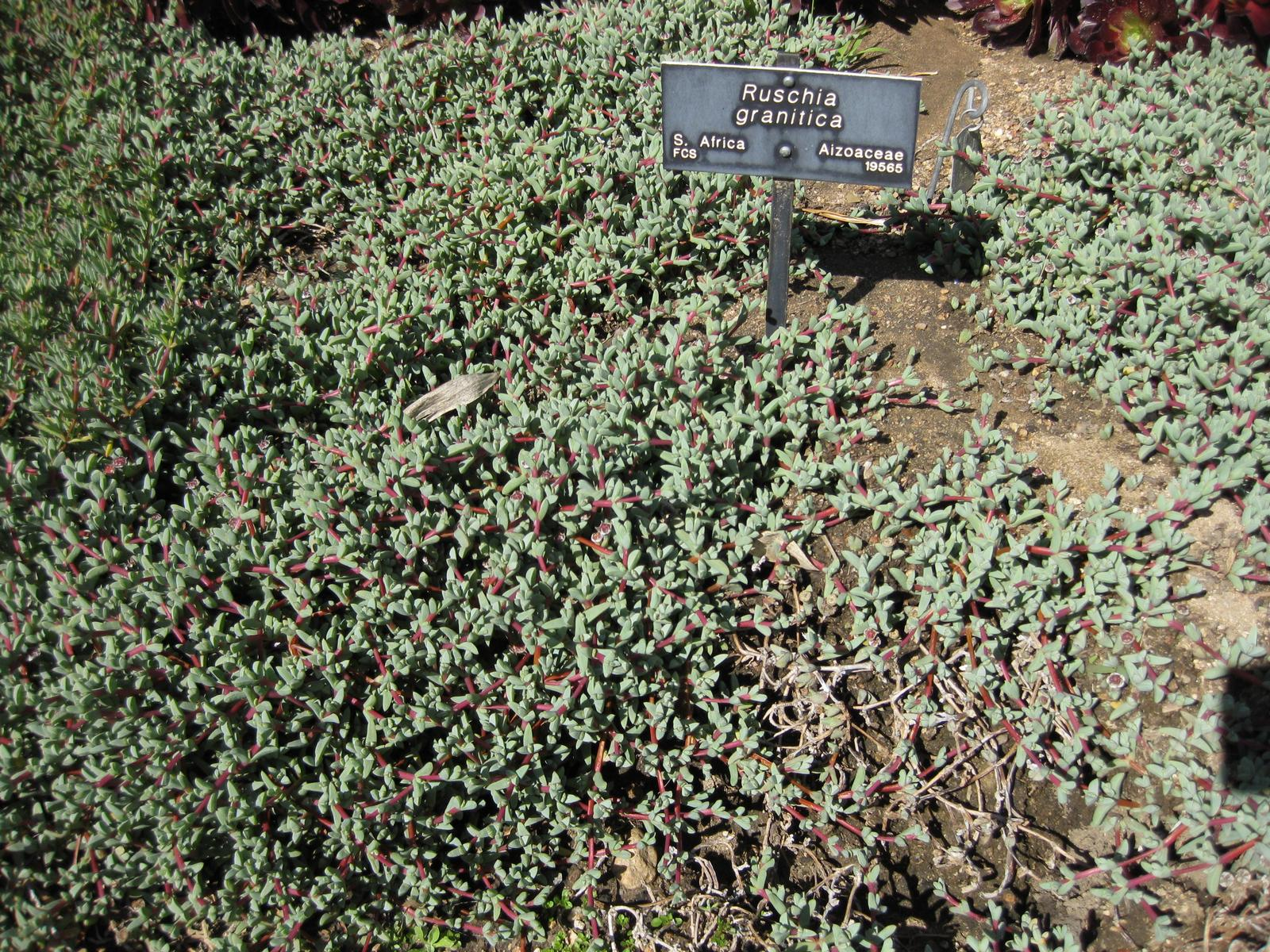
En su hábitat

## Taxonomía
Aloinopsis  granitica fue descrita por (L.Bolus) L.Bolus y publicado en Bothalia 28: 73 1998.
Etimología
Aloinopsis: nombre genérico que significa "similar al Aloe"
granitica: epíteto latín que significa "en granito"
Sinonimia
- Mesembryanthemum graniticum L.Bolus (1927)
- Ruschia granitica (L.Bolus) L.Bolus[4]